# Ильинская церковь (Кайбелы)
Церковь Илии Пророка — утраченная православная церковь в селе Кайбелы Чердаклинского района Ульяновской области. Построена в 1894 году. Разрушена в 1955 году, а местонахождение церкви было затоплено при наполнении Куйбышевского водохранилища.

## История
В 1791 году на средства прихожан в Кайбелах была построена деревянная холодная однопрестольная церковь — во имя пророка Илии. В 1879 году она сгорела, а с 1880 до 1894 года действовал временный храм, безвозмездно переданный жителями правобережного села Кремёнки.
В советское время церковь закрыли в августе 1937 года, а священнослужители были репрессированы.
В 1955 году церковь разобрали, а из стройматериалов построили клуб в Крестово-Городище (до наших дней не сохранился).

## Духовенство
- Должность священника с 1837 года исполнял Михайло Иванов[4].
- Дьячком с 1846 года являлся Михайло Яковлев. Пономарём в 1845 году служил Евстигней Васильев, но затем переведён в Церковь Богоявления Господня села Тургенево[5], а на его место заступил Феодор Яковлев[4].
- Диаконом с 1890 до 1899 гг. служил Алексей Дмитриевич Комаров, затем направлен в Богоявленский храм с. Старая Майна.
- Священником с сентября 1901 года являлся Александр Владимирович Рождественский[4].
- Псаломщиком служил Матвей Павлович Исаков (с 1902 года)[4].
- Священник Антонин Владимирович Благоразумов (до 1931)[4].
- Диаконом в 1930—1933 годах работал Николай Алексеевич Загудаевский (в 1933—1935 годах проживал в Ульяновске без мест служения, а в 1935 году был направлен в Покровский собор села Сенгилей, в феврале 1938 года расстрелян[6])[4].
- С 1934 года и до ареста 5 августа 1937 года священником Ильинской церкви служил Николай Никандрович Сальников[4].